# Edmond Boulbon
Edmond Boulbon (OCR / OPraem), né Jean-Baptiste Boulbon est un trappiste puis prémontré français, abbé de l'abbaye prémontraise de Saint-Michel de Frigolet, né le 14 janvier 1817 à Bordeaux et décédé le 7 mars 1883 à Tarascon.

## Biographie

### Le Cistercien
Jean-Baptiste Boulbon est entré très jeune à l'abbaye du Gard, sous l'influence du sulpicien Gabriel Mollevaut (1774-1854), et a pris comme nom religieux le prénom d'Edmond. Comme l'abbaye du Gard ne pouvait être maintenue comme lieu du monastère et que l'argent nécessaire pour le déménagement à l'abbaye de Sept-Fons manquait (déménagement qui eut finalement lieu en 1845), l'abbé Stanislas Lapierre (de) l'avait envoyé faire des voyages de collecte de fonds dans toute la France. Il a connu un tel succès qu'il a assumé par la suite le même rôle au monastère de Bricquebec qui était également dans le besoin. Il a été ordonné prêtre en 1843 et a été envoyé à l'île de la Réunion comme missionnaire où la fondation d'un monastère trappiste a échoué, il est donc revenu à Bricquebec en 1850.

### Le Prémontré
Edmond Boulbon étant de plus en plus mécontent de la forme trappiste de la vie religieuse, l'abbé Augustin Onfroy lui a conseillé de refonder l'ordre des Prémontrés en France. Avec la permission de Pie IX, il s'est installé le 6 juin 1856 à Prémontré (où s'étaient récemment installés des Prémontrés belges de Leffe) pour prendre l'habit de Prémontré et a fondé la Congrégation de la Primitive Observance de Prémontré dont il était le seul membre. La cohabitation avec les prémontrés belges s'avérant toutefois impossible, il a pris conseil auprès du curé d'Ars, qui l'a encouragé à fonder une communauté dans le sud de la France.
Il a racheté le terrain du monastère de Saint-Michel-de-Frigolet à Tarascon et y a fondé en 1858 la Congrégation des Prémontrés de France.
Le monastère de Frigolet a été élevé au rang de prieuré en 1868 et d'abbaye en 1869, et il en a été lui-même élu le premier abbé. C'est sous sa direction qu'ont été fondées les filiales d'Alger (basilique Notre-Dame d'Afrique, 1868), de Conques (1873), de Saint-Jean-de-Côle (1877-1900), ainsi que les Prémontrés de Bonlieu-sur-Roubion (1871).

### Expulsion et mort
Par le décret du 29 mars 1880, Jules Ferry, hostile aux monastères, a expulsé les religieux des couvents. Comme les prémontrés de Frigolet refusaient de quitter les lieux, un véritable siège militaire a eu lieu du 5 au 8 novembre 1880, où finalement l'assaut du monastère a été donné, à l'intérieur duquel de nombreux tarasconnais et habitants des communes voisines, dont Frédéric Mistral, étaient restés avec les chanoines. Les religieux expulsés se sont rendus temporairement au monastère de Storrington (Sussex de l'Ouest). L'abbé Boulbon, qui a dû faire face à l'hostilité de l'archevêque d'Aix, Théodore-Augustin Forcade a démissionné de son poste d'abbé le 18 mars 1881 et a également été déposé comme supérieur de congrégation par le pape Léon XIII le 11 avril.
C'est un an plus tard qu'il est décédé, le 7 mars 1883, dans le monastère vide de Frigolet. Ses funérailles n'ont rassemblé que quelques fidèles, dont Xavier de Fourvière.